# Live Your Life Forever
　『リヴ・ユア・ライフ・フォエヴァー』(Live Your Life Forever)は、ZARの1枚目のスタジオアルバム。1990年発売。
　リーダーでギターのトミー・クラウス率いるドイツのバンドであるが、この1枚目のアルバムではイギリス人シンガーのジョン・ロートンが全曲で歌っている。当初はドイツ人シンガーを起用する予定だったが、良いシンガーが見つからず、1983年にREBELで共演経験のあるロートンを再び起用したという。
音楽性は、キーボードをフィーチャーした、ハードロック。哀愁を帯びたキャッチーなメロディーに、古代文明を思わせる詞が乗る。イントロや間奏にはサンプリングも使っている。ジョン・ロートン参加作品の中では、最もメタル寄りの作品で、ハードなバッキングに目一杯の高音で応えている。
尚、ジョン・ロートン本人は、ラストの「Fire And Ice」が一番気に入っているとの事である。かつての公式サイトでは、「ハードなのが聴きたいキッズに」という短いコメントと共に、「Fire And Ice」のサンプルが置かれていた。日本での復刻リリースも、大変喜んでいたといい、公式サイトには感謝の言葉と共に、何と日本語訳まで掲載されていた。しかし、著作権的な問題からか、その後、削除されている（更に、公式サイトも MySpace に移行）。

## 収録曲
1. Heart Of The Night （ハート・オブ・ザ・ナイト） - 3:57
2. Line Of Fire （ライン・オブ・ファイア） - 3:46
3. Live Your Life Forever （リヴ・ユア・ライフ・フォエヴァー） - 3:56
4. Lost On Of The King （ロスト・サン・オブ・ザ・キング） - 5:27
5. Cry Of The Nile （クライ・オブ・ザ・ナイル） - 4:01
6. Gone For Tomorrow （ゴーン・フォー・トゥモロウ） - 4:04
7. The Look Of Your Eyes （ルック・オブ・ユア・アイズ） - 3:49
8. She's A Liar （シー・イズ・ア・ライアー） - 4:27
9. Fire And Ice （ファイア・アンド・アイス） - 3:56

## バンド編成

### メンバー
- ジョン・ロートン (John Lawton) - ヴォーカル
- トミー・クラウス (Tommy Clauss) - ギター
- ジェリー・シェイファー (Jerry Schäfer) - キーボード
- ピーター・カンプ (Peter Kumpf) - ドラムス （9曲目を除く）、シンセ・ベース （4曲目）

### ゲスト・ミュージシャン
- (Bernd Grünen) - ベース （1,3,6,7,8曲目）
- (Rolf Kersting) - ベース （2,5,9曲目）
- (Richard Schwarz) - ドラムス （9曲目）
- (Roger James Pitman) - バック・ヴォーカル （2曲目）

## クレジット
All music and lyrics by Tommy Clauss/Jerry Schäfer/Peter Kumpf

Produced by Tommy Clauss/Jerry Schäfer

All songs published by Garden Of Music/MMC GmbH

## 別形態での発売
ジョン・ロートン名義で、REBELの唯一のアルバム『Stargazer』とカップリングになって再発売されている。

### 収録曲
REBEL - Stargazer
1. Stargazer
2. Broadway Nights
3. Give It All You Got
4. Iron Horse
5. Surrender
6. Innocent And Wild
7. Hold Your Head Up
8. Wings Of Fire

ZAR - Live Your Life Forever
1. Heart Of The Night
2. Line Of Fire
3. Live Your Life Forever
4. Lost Son Of The King
5. Cry Of The Nile
6. Gone For Tomorrow
7. The Look Of Your Eyes
8. She's A Liar
9. Fire And Ice